# Колумбия (горы)

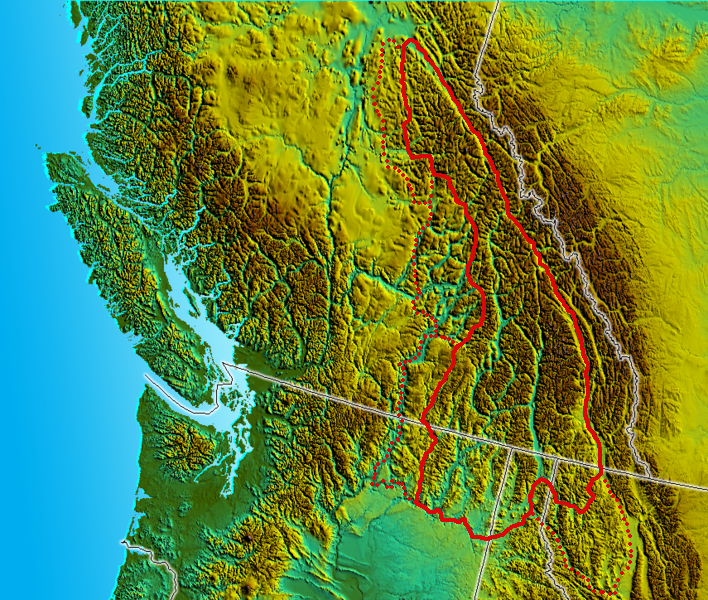
Карта гор Колумбия

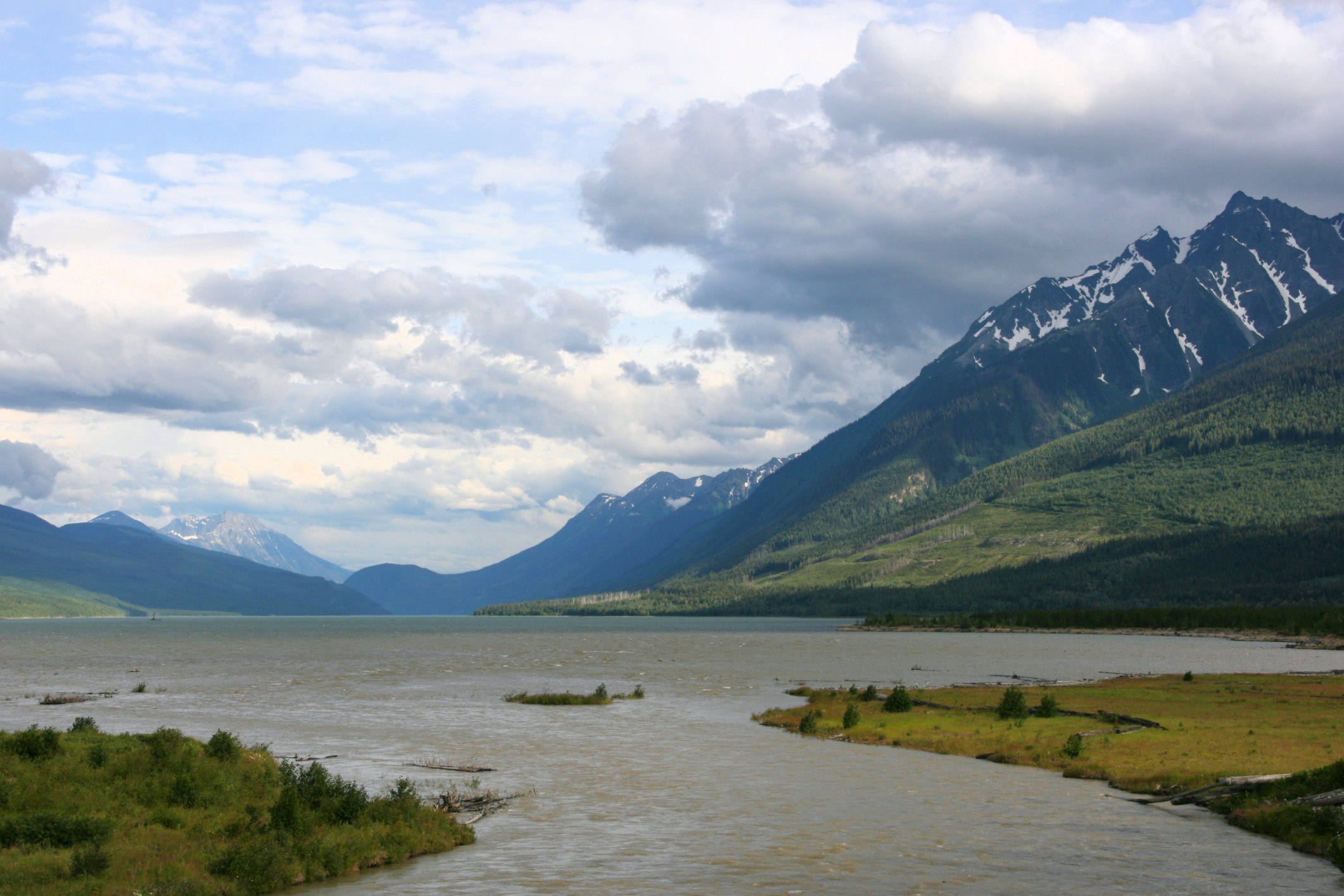
Вид на горы Монаши со стороны реки Колумбия и озера Кинбаскет

Горы Колумбия (англ. Columbia Mountains) — горный массив в Канаде и США.
75 % территории гор находится в юго-восточной части провинции Британская Колумбия, 17 % — в штате Вашингтон, 5 % — в Айдахо, 3 % — в Монтане
Горы состоят из четырёх основных хребтов — гор Монаши, Селкерк, Перселл и Карибу, которые протянулись с севера на юг на 741 км и с востока на запад — на 493 км. Горы расположены в интервале от 48° до 54° северной широты между Береговым хребтом и Канадскими Скалистыми горами. Сложены главным образом докембрийскими кристаллическими породами. Расчленены долинами рек, много запрудных озёр. Многие вершины поднимаются на высоту свыше 3000 метров
Высшей точкой гор Колумбия является гора Сэр-Сандфорд (3519 м).
В горах Селкерк находится национальный парк Маунт-Ревелсток, в горах Селкирк и Перселл — национальный парк Глейшер, в горах Карибу — провинциальный парк Баурон-Лейк и большая часть провинциального парка Уэлс-Грей.